# Färgaregroda
Färgaregroda (Dendrobates tinctorius) är en grodart i familjen pilgiftsgrodor. Den är jämte guldgroda den mest varierande av pilgiftsgrodorna. Den har sin hemvist i Centralamerika och nordvästra Sydamerika. Som en del andra pilgiftsgrodor utsöndrar Färgaregroda ett sekret ur speciella hudkörtlar som är giftigt för djur och människor.
Färgaregrodans namn sägs härstamma från en legend, där en indian bestrukit en papegoja med hudgiftet, varefter fjädrarna som växte ut blev rödfärgade. Den beskrevs som Rana tinctoria redan år 1797 och blev därmed den först namngivna pilgiftsgrodan.
 IUCN kategoriserar arten globalt som livskraftig. Inga underarter finns listade i Catalogue of Life.